# Lucius Clay
Lucius Dubignon Clay (Marietta (Georgia), 23 april 1897 – Chatham (Massachusetts), 16 april 1978) was een Amerikaans generaal en militair gouverneur. Hij verwierf vooral bekendheid voor zijn bestuur van Duitsland meteen na de Tweede Wereldoorlog. Hij was in 1945 plaatsvervanger van generaal Eisenhower. Van 1947 tot 1949 was hij hoofdcommandant van de Amerikaanse troepen in Europa en militair gouverneur voor de Amerikaanse bezettingszone in Duitsland. Clay wordt gezien als de ‘vader’ van de luchtbrug naar Berlijn tijdens de Blokkade van Berlijn (1948-1949), een van de eerste crisissen van de nieuwe Koude Oorlog.
In 1963 begeleidde Clay president Kennedy tijdens zijn bezoek aan Berlijn. Kennedy roemde hem uitgebreid in zijn bekende Ich bin ein Berliner-toespraak.

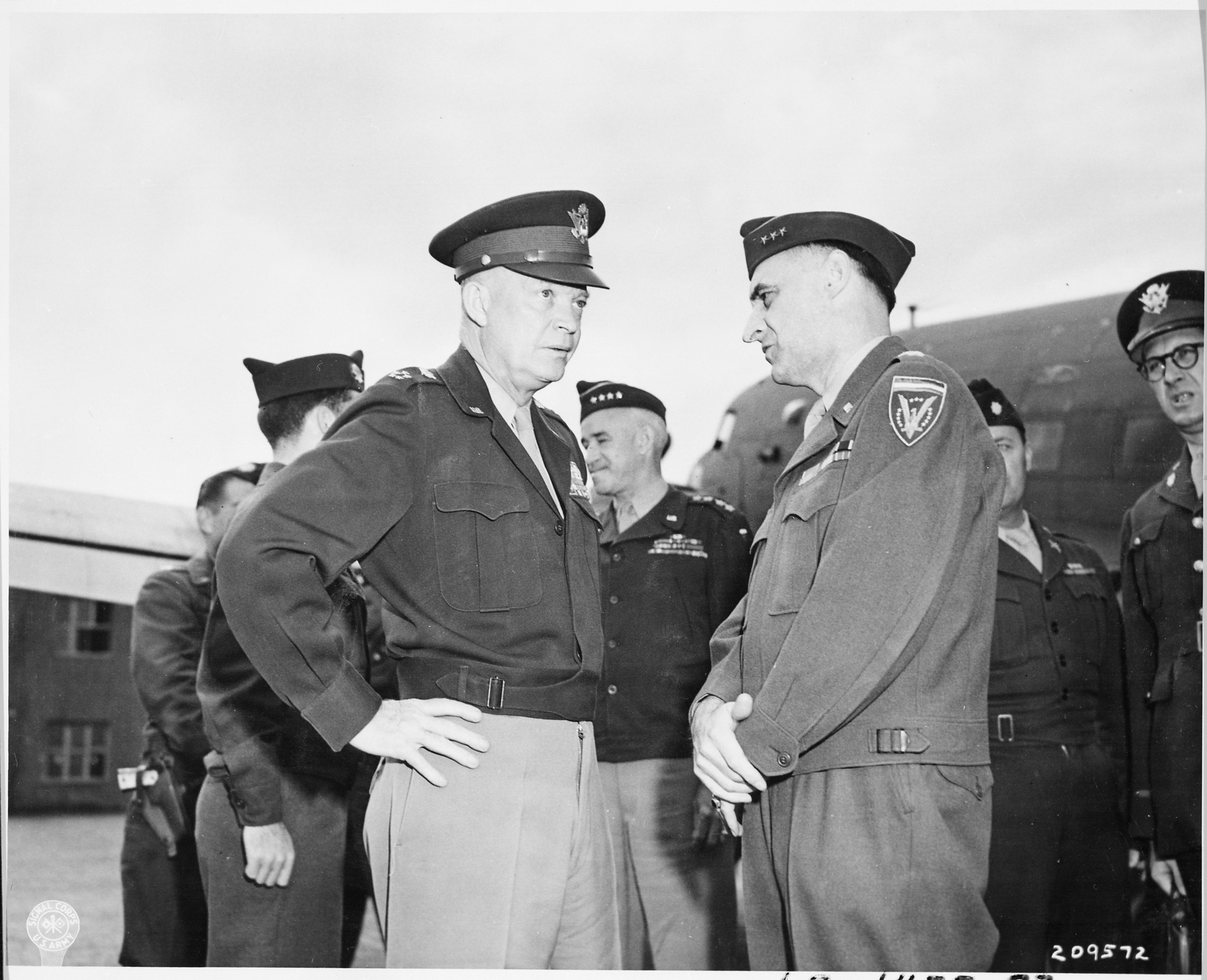
Generaal Dwight D. Eisenhower spreekt met Luitenant-generaal Lucius B. Clay op Luchthaven Berlin-Gatow in Duitsland.

## Militaire loopbaan
- Second Lieutenant, United States Army: 1918
- First Lieutenant, United States Army:
- Captain, United States Army:
- Major, United States Army:
- Lieutenant Colonel, United States Army: 12 juni 1941
- Colonel, United States Army: 23 september 1941
- Brigadier General, United States Army: 12 maart 1942
- Major General, United States Army: 4 augustus 1948
- Lieutenant General, United States Army: 17 april 1945
- General, United States Army: 17 maart 1947 (uitdiensttreding 26 mei 1949)[3]

## Decoraties
- Army Distinguished Service Medal
- Legioen van Verdienste
- Bronzen Ster
- Army of Occupation of Germany Medal "DUITSLAND" gesp
- Amerikaanse Defensie Service Medaille
- Europa-Afrika-Midden Oosten Campagne Medaille
- World War II Victory Medal
- Bezettingsmedaille voor het Leger
- Medaille voor Nationale Verdediging
- Amerikaanse Campagne Medaille
- Militaire Orde van de Witte Leeuw voor de Overwinning, Tweede Klasse op 26 november 1946[4]
- Commandant in het Legioen van Eer
- Ridder 3e klasse in de Militaire Willems-Orde
- Grootkruis in de Orde van Verdienste van de Bondsrepubliek Duitsland in 1965
- Orde van het Britse Rijk
- Orde van Koetoezov
- Ereburger van West-Berlijn[5]